# 정음사
정음사(正音社)는 대한민국에 있었던 출판사다. 일제 치하 또는 해방 직후 창업된 제1세대 출판사로 손꼽혔다.
외솔 최현배가 자신의 문법 연구서 《우리말본》을 출판하고자 1928년 창업하였다. "정음(正音)을 우리 겨레의 가슴에 심어 주려는 사명감"에서 설립했다고 한다. 경성부 행촌동 146의 4번지가 사옥이 있던 자리. 1928년 《우리말본》 제1권과 그 추가본, 그리고 《조선민족 갱생의 도》를 발간했으며, 1934년에서 1940년 사이에는 《조선중등말본》, 《우리말본》(전3권), 《조선어 표준어》, 《한글의 바른 길》 등을 간행하였다. 1942년 《한글갈》을 퍼냈다. 그러나 일제의 탄압으로 해방을 맞기까지 그 활동을 중단한다.
광복 이후 《조선중등말본》의 재판이 나왔으며 이 책은 해방 후에 나온 책 가운데 가장 많이 팔린 책 가운데 하나로 꼽힌다. 이 밖에 홍이섭의 《조선과학사》, 김사엽의 《춘향전역주》, 《셰익스피어 전집》, 《잃어버린 시간을 찾아서》, 《세계문학전집》, 《삼국지》, 《수호전》 등 명저를 내놓으며 명성을 높였다. 대한민국의 대표 출판사로 성장하였으나 1980년 선친의 뜻을 살려 개발한 2벌식 외솔 타자기가 컴퓨터 바람에 밀려 적자의 수렁으로 굴러떨어졌다. 게다가 최현배의 장남 최영해의 작고 이후 친족 간 운영권 다툼이 일어나 회사가 내분을 겪으며 사세가 기울기 시작하였다.
1988년 전문경영인 신수균 사장을 영입하였으나 경영난을 견디지 못하고 1993년 8월 1일 채권자 김성남에게 소유권이 넘어갔다.